# Fernando Pereira Kosec
Fernando Pereira Kosec (n. 10 de abril de 1966) es un sindicalista y político uruguayo, actual presidente del Frente Amplio. Previamente, sirvió presidente del Plenario Intersindical de Trabajadores - Convención Nacional de Trabajadores (PIT-CNT), central sindical del país.

## Biografía
Hijo de un militante, siempre estuvo afín a la izquierda política, acompañando a Hugo Batalla, después a la Vertiente Artiguista.
Se considera frenteamplista y católico. Con 31 años de actividad gremial en la Federación Uruguaya de Magisterio, entre 2015 y 2021 lideró el movimiento sindical uruguayo.
En septiembre de 2021, el nombre de Pereira fue mencionado reiteradamente para la presidencia del Frente Amplio. A los días aceptó la postulación, la cual tendrá por competidores a Gonzalo Civila e Ivonne Passada. Finalmente, el 23 de diciembre, avanzado el escrutinio y con una diferencia entre sus contrincantes imposible de dar vuelta, resulta electo presidente de la principal fuerza de izquierda de Uruguay.
Se ha convertido en uno de los principales impulsores del referéndum para derogar la Ley de Urgente Consideración que fuera promulgada por el presidente Luis Lacalle Pou. El 27 de marzo de 2022, se sometió a consulta popular la abrogación y la ley mantuvo su vigencia por lo que  Fernando Pereira perdió su primer enfrentamiento importante con la administración Lacalle Pou.

## Presidencia del Frente Amplio
En las elecciones celebradas el 5 de diciembre de 2021, Fernando Pereira resultó electo presidente del Frente Amplio, la principal fuerza política de izquierda del Uruguay. 
Asumió dicha responsabilidad el 5 de febrero de 2022, día de celebración del 51.° aniversario del Frente Amplio. 
| Nombres                         | Cargo a desempeñar                               |
| ------------------------------- | ------------------------------------------------ |
| Verónica Piñero                 | Vicepresidenta                                   |
| Daniel Mariño                   | Secretario político                              |
| Manuel Ferrer                   | Comisión de Organización                         |
| Flavia García                   | Comisión de Finanzas                             |
| Damián Payotti                  | Comisión de Propaganda y Comunicación            |
| Patricia González Viñoly        | Comisión de Género y Feminismos                  |
| Gabriela Iribarren              | Comisión de Cultura                              |
| Ariel Bergamino                 | Comisión de Relaciones Internacionales           |
| Martina Campos                  | Comisión Jurídica Electoral                      |
| Daniel Olesker                  | Comisión de Asuntos Sociales                     |
| Adriana Barrios                 | Comisión de Derechos Humanos                     |
| Aníbal Pereyra                  | Comisión del Interior                            |
| Ivonne Passada                  | Coordinación de Gobierno                         |
| Álvaro García y Ricardo Ehrlich | Comisión de Programa de Gobierno                 |
| Christian Di Candia             | Formación política de la Fundación Líber Seregni |